# Lille Lykelsøya
Lille Lykelsøya, Litle Lykelsøya ou Vetle Lykelsøya est une île dans le landskap Sunnhordland du comté de Vestland. Elle appartient administrativement à Kvinnherad.

## Géographie
Rocheuse et couverte d'arbres, elle s'étend sur environ 593 m de longueur pour une largeur approximative de 280 m.